# Nederlands kampioenschap pubquiz
Het Nederlands Kampioenschap Pubquiz is een jaarlijks kampioenschap waarin de deelnemers 100 vragen krijgen over verschillende onderwerpen. Er zijn meerdere plaatjesrondes, een muziekronde en vaak een audioronde. Vragen gaan zowel over actuele als historische gebeurtenissen zowel binnen en buiten Nederland.

## Geschiedenis
De quiz werd voor het eerst gehouden in 2007 en werd de eerste vier edities door Exquizit georganiseerd. Sinds 2013 ligt de organisatie in handen van Let's Quiz. Het vindt sinds de eerste editie plaats in Enschede en heeft op verschillende locaties plaatsgevonden zoals de Grote Kerk, Holland Casino Enschede, het Mystiektheater en A-Square.
Het vindt jaarlijks, op enkele uitzonderingen na, plaats in april. Andere belangrijke, jaarlijks terugkerende, quizwedstrijden in Nederland zijn de 'Open Nederlandse Quiz Contest' dat sinds 2011 georganiseerd wordt in de Martinikerk in Groningen door Progress Events en het Zuid-Nederlands Quiz Kampioenschap dat sinds 2013 plaatsvindt in Eetcafé de Verlenging in het Philips Stadion in Eindhoven. De organisatie hiervan ligt in handen van Pubquiz 040 en Quiztopia.

## Winnaars NK Pubquiz
- 2024: Tegen Beter Weten In
- 2023: A Tribe Called Quiz
- 2022: Korsakofschip
- 2021: Geen editie (i.v.m. Covid-19)
- 2020: Geen editie (i.v.m. Covid-19)
- 2019: Korsakofschip
- 2018: Korsakofschip
- 2017: Niet Beij Ons
- 2016: Korsakofschip
- 2015: Korsakofschip
- 2014: Tegen Beter Weten In
- 2013: De Pimpelaar
- 2012: Geen editie
- 2011: Waffle McHat
- 2010: Kwik, Kwek, Kwak en Arthur
- 2009: Kwik, Kwek, Kwak en Arthur
- 2008: En Bedankt
- 2007: NCAWT